# Brownlee (Nebraska)
Brownlee es un lugar designado por el censo ubicado en el condado de Cherry en el estado estadounidense de Nebraska. En el Censo de 2010 tenía una población de 15 habitantes y una densidad poblacional de 54,64 personas por km².

## Geografía
Brownlee se encuentra ubicado en las coordenadas 42°17′21″N 100°37′27″O / 42.28917, -100.62417. Según la Oficina del Censo de los Estados Unidos, Brownlee tiene una superficie total de 0.27 km², de la cual 0.27 km² corresponden a tierra firme y (0%) 0 km² es agua.

## Demografía
Según el censo de 2010, había 15 personas residiendo en Brownlee. La densidad de población era de 54,64 hab./km². De los 15 habitantes, Brownlee estaba compuesto por el 100% blancos, el 0% eran afroamericanos, el 0% eran amerindios, el 0% eran asiáticos, el 0% eran isleños del Pacífico, el 0% eran de otras razas y el 0% pertenecían a dos o más razas. Del total de la población el 0% eran hispanos o latinos de cualquier raza.